# Cyril Neveu

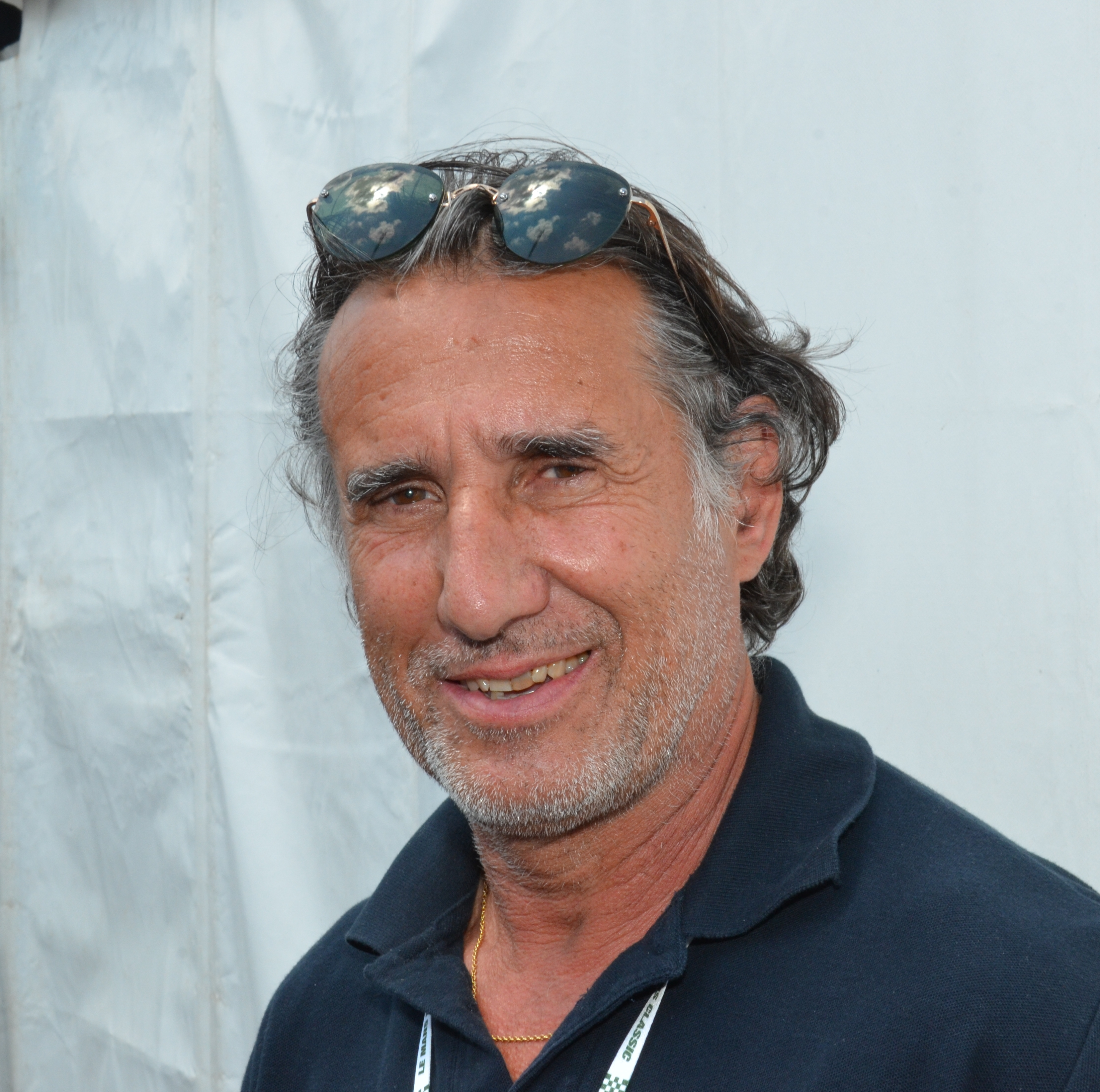
Cyril Neveu 2018

Cyril Neveu (* 20. September 1956 in Orléans) ist ein französischer Motorradrennfahrer.
Neveu ist mehrfacher Rallye-Dakar-Gewinner in der Motorradklasse und gleichzeitig erster Gewinner der Rallye-Dakar-Motorradklasse. Er gewann die Rallye Dakar 1979 und 1980 auf einer Yamaha XT 500. 1982 auf Honda XR 550 und 1986 sowie 1987 auf Honda NXR 750 V. 1989 fuhr er auf einer Yamaha YZE 750 und 1989 auf einer Cagiva Elefant 900 seine letzte Dakar-Rallye. Nach seinem Karriereende als Fahrer ist Neveu als Rallye-Veranstalter und Organisator tätig.